# Vdara
Vdara, auch Vdara Hotel & Spa, ist ein Hotel in Paradise. Als Teil des CityCenter steht es zwischen dem Aria Resort & Casino und dem Bellagio. Das 176 Meter hohe Vdara verfügt in seinen 57 Etagen über 1.495 Suiten in der Größe zwischen 48,9 und 163 m².

## Geschichte
Das Vdara war das erste Hotel des CityCenter, das eröffnet wurde. Die Eröffnungsfeier fand am 1. Dezember 2009 statt. Das Vdara feierte am 14. Mai 2008 als erstes Hotel des Projekts Richtfest. Alle 1.495 Suiten verfügen über eine Luxusküche. Zudem haben viele Suiten eine Waschmaschine sowie einen Wäschetrockner. Architekt des Gebäudes war Rafael Viñoly.
Die Architektur des Vdara geriet in die Kritik, als ein Gast beim Aufenthalt im Poolbereich sengender, Schmerzen erzeugender Hitze ausgesetzt war. Die verspiegelten Glasoberflächen, welche das Sonnenlicht reflektieren und so die Hitze aus dem Gebäude halten, führen in Verbindung mit der gewölbten Oberfläche zu einer Konzentration des Sonnenlichtes. Um die Mittagszeit kann das Sonnenlicht so stark reflektiert und gebündelt werden, dass Verbrennungen möglich sind. Ein ähnliches Problem tritt beim ebenfalls von Rafael Viñoly entworfenen Wolkenkratzer „20 Fenchurch Street“ in London auf.

## Auszeichnungen
Am 14. September 2009 wurde dem Vdara für energie- und umweltgerechtes Bauen der LEED Gold-Preis verliehen.

## Bilder

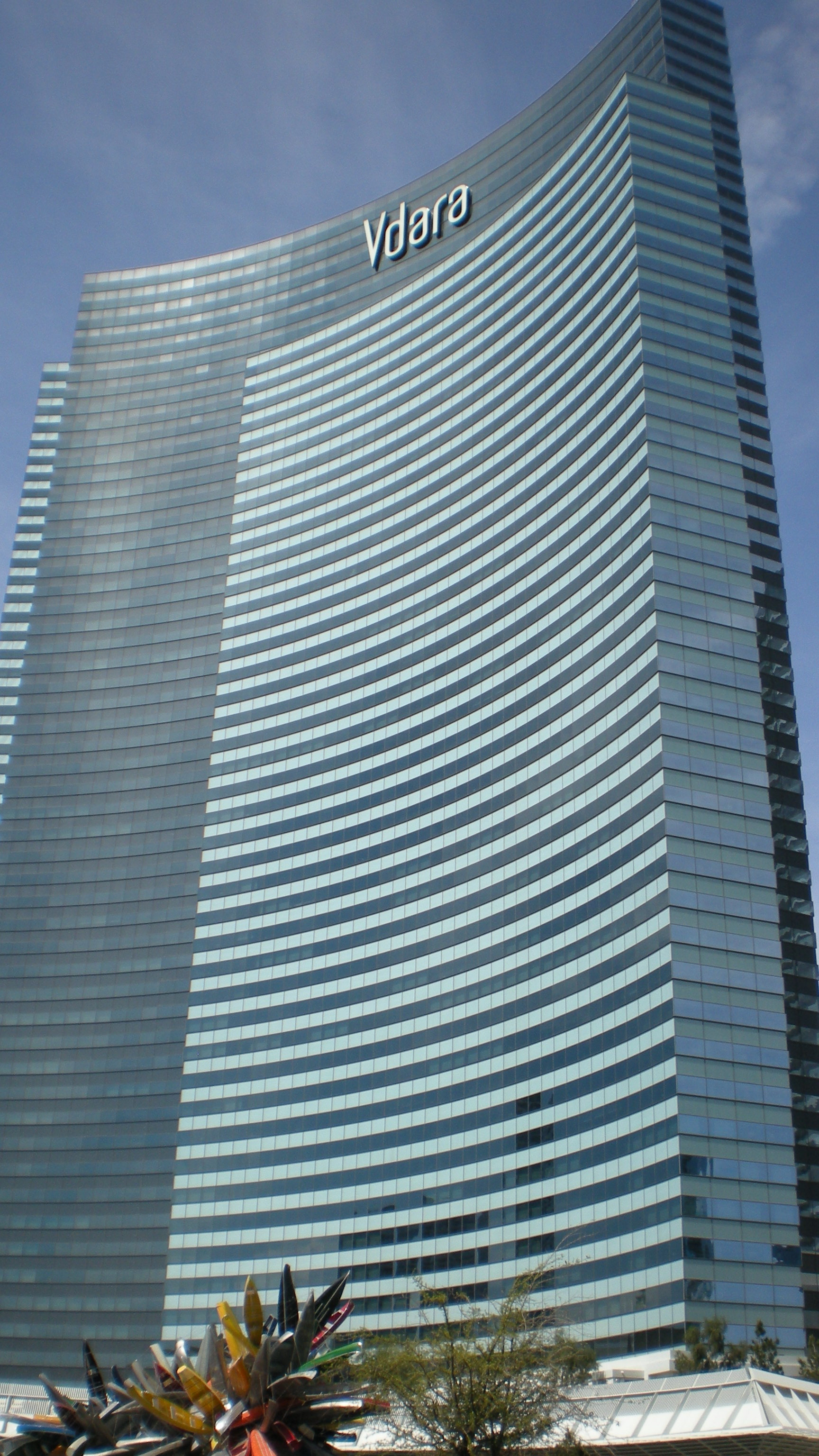
Vdara-Frontansicht
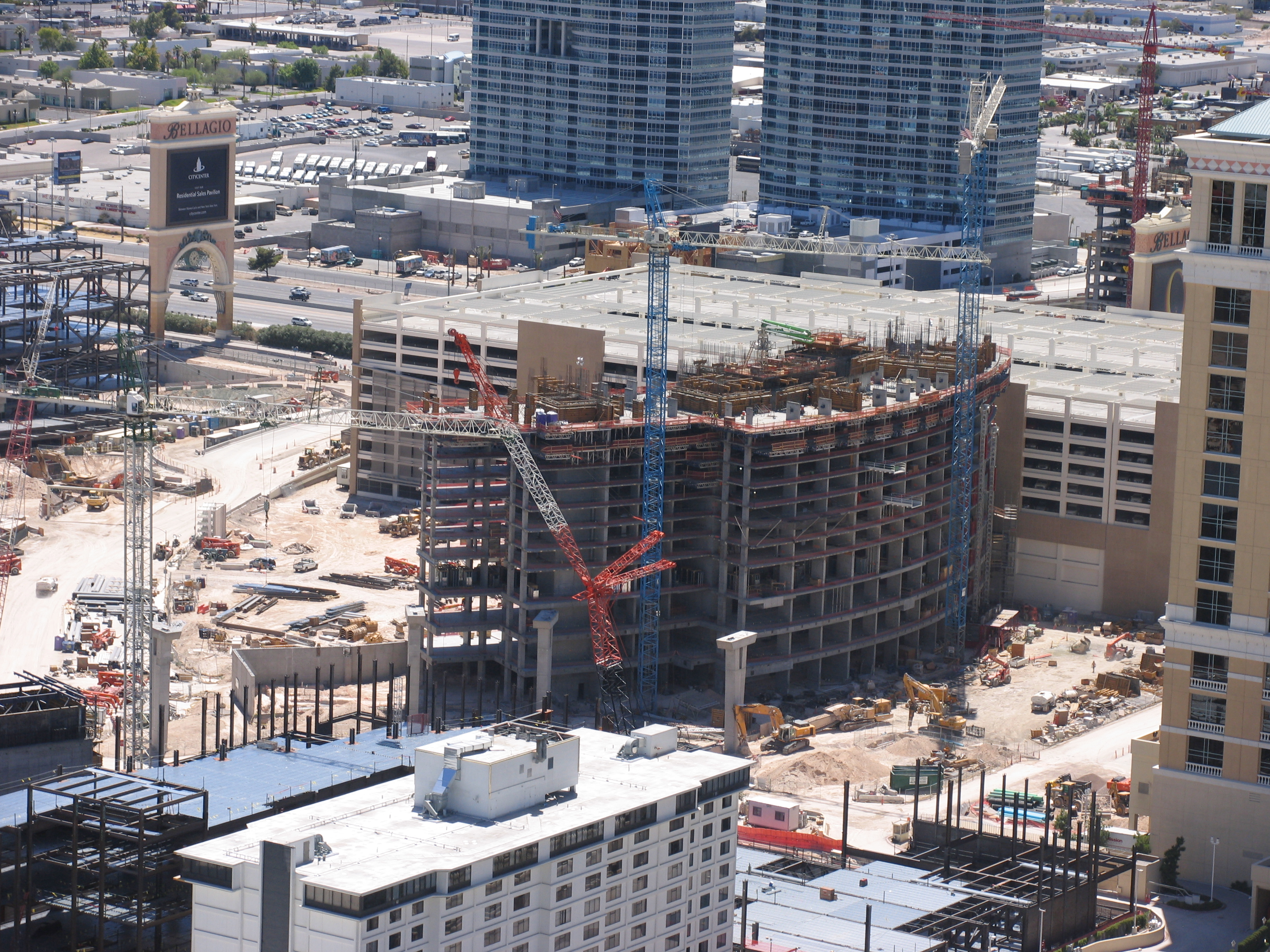
Gebäude im Bau